# Anthophora hermanni
Anthophora hermanni là một loài Hymenoptera trong họ Apidae. Loài này được Schwarz & Gusenleitner mô tả khoa học năm 2003.